# Long thành cầm giả ca (phim)
Long thành cầm giả ca là một trong những bộ phim nhựa được xây dựng nhân sự kiện kỷ niệm đại lễ 1000 năm Thăng Long - Hà Nội. Bộ phim dựa theo ý tưởng của bài thơ Long thành cầm giả ca của thi hào Nguyễn Du. Kịch bản phim của Văn Lê được trao giải nhất trong cuộc thi viết về một nghìn năm Thăng Long. Đạo diễn là Đào Bá Sơn. Các diễn viên chính là Quách Ngọc Ngoan (vai Tố Như - Nguyễn Du) và Nhật Kim Anh (vai Cầm). Ngoài ra còn có các diễn viên nổi tiếng khác tham gia như Trần Lực, Bùi Bài Bình.
Phim do Hãng phim Giải Phóng sản xuất bằng kinh phí từ ngân sách nhà nước với dự toán 7 tỷ đồng.
Long thành cầm giả ca được chọn làm phim chiếu trong lễ khai mạc Những ngày phim Việt Nam kỷ niệm 1000 năm Thăng Long - Hà Nội.

## Nội dung
Phim mở đầu với cảnh một cô bé tên Gái soi bóng dưới cái giếng làng. Cô bé sinh ra tại một vùng quê yên bình, có người mẹ từng là ca kỹ nên cô bé phải nối nghiệp mẹ mình. Sau này Gái được một người quen đưa lên kinh thành Thăng Long để học đàn, cô bé trở thành học trò của thầy Nguyễn và được đổi tên Cầm. Ngay lần đầu gặp Cầm, thầy Nguyễn đã thấy ở cô có tài năng đặc biệt, tiếng đàn của cô mang nhiều cảm xúc hơn những người ca kỹ khác.
Cầm lớn lên với sắc đẹp chim sa cá lặn làm say đắm lòng người cũng như khả năng đàn điêu luyện. Một hôm binh lính trong kinh thành nổi loạn, chúng tàn phá giết chóc khắp nơi, buộc người dân phải bỏ chạy khỏi kinh thành. Trong thời gian đi lánh nạn, Tố Như và Cầm gặp nhau, từ đó họ đem lòng yêu nhau. Tố Như yêu Cầm dù đã có vợ hiền ở quê nhà. Cầm về quê sống với dì, Tố Như đi phiêu bạt suốt nhiều năm rồi cũng về quê.
Chiến tranh diễn ra, nhà Thanh kéo quân sang xâm lược Đại Việt. Một tên quan nhà Thanh bắt giữ Cầm để ép buộc cô về phủ riêng đàn cho hắn nghe, đúng lúc đó quân Tây Sơn tấn công vào, nhờ vậy mà Cầm thoát nạn. Trong thời gian này Tố Như bắt đầu làm thơ, còn Cầm trở thành ca kỹ nổi tiếng trong vùng. Hai người gặp lại nhau tại nhà một người phú hộ trong làng. Cầm muốn trao thân xác trong trắng của mình cho Tố Như, nhưng anh từ chối và bỏ đi xa.
Nhiều năm sau, Tố Như trở thành quan chánh sứ được vua cử đi sứ sang Trung Hoa. Ông gặp lại Cầm tại thành Thăng Long, hai người giờ đây đều đã già nua. Thấy nhan sắc của người phụ nữ mình yêu bị tàn phai theo thời gian, Tố Như đã ngẫu hứng làm bài thơ Long thành cầm giả ca ngay trong đêm đó. Đây cũng là lần cuối cùng hai người ở bên nhau. Cầm đi lang thang đến khi về lại cái giếng làng ngày xưa, có lẽ bà đã nhảy xuống giếng tự tử. Từ đó vào những đêm trăng sáng, người ta nghe được tiếng đàn bí ẩn vang từ dưới giếng lên.

## Diễn viên
- Quách Ngọc Ngoan vai Nguyễn Du
- Nhật Kim Anh vai Cầm / Gái
  - Hà Anh vai Cầm / Gái lúc nhỏ
  - Giọng hát: NSND Thanh Hoài
- Trần Lực vai Nguyễn Khản
- Bùi Bài Bình vai Thùy Trung Hầu
- Đỗ Kỷ vai Nguyễn Đề
- Mai Thành vai Thầy Nguyễn
- Nguyễn Anh Quang vai Lý An Quân
- Thi Nhung vai Dì Xinh
- Trần Hạnh vai Ông lão kéo vó

## Đánh giá
Nhà biên kịch, đạo diễn Lê Phương nhận xét rằng "Long thành cầm giả ca là bộ phim thành công nhất" trong loạt phim lịch sử dựng nhân dịp 1.000 năm Thăng Long. Tuy nhiên, ông cũng cho rằng cảnh quay bán khỏa thân cuối phim là hơi khiên cưỡng, tiếng sáo thỉnh thoảng còn hơi "chói" hay ánh sáng ở một số phân cảnh còn chưa phù hợp, phim vẫn duy trì lồng tiếng thay vì thu tiếng trực tiếp,...
Nhà văn Ngô Thảo đánh giá: "Phim này nếu chiếu giới thiệu trong tuần lễ liên hoan phim quốc tế tới đây, chúng ta không xấu hổ".
Bộ phim được cả Hội đồng Duyệt phim Trung ương, Ban Tuyên giáo Trung ương Đảng Cộng sản Việt Nam khen ngợi và được chọn tham dự Liên hoan Phim quốc tế diễn ra ở Hà Nội.
Báo Sài Gòn Giải Phóng đánh giá: "Phải nói đã rất lâu mới được xem một bộ phim lịch sử Việt Nam đẹp và cầu kỳ như vậy... Chất thi ca còn in đậm trong từng khuôn hình, thể hiện qua sự trau chuốt ở từng góc quay, ánh sáng trong phim, sự chỉn chu kỹ lưỡng trong từng bối cảnh, đạo cụ, trang phục lịch sử. Tất cả toát lên vẻ đẹp cổ xưa. Có thể nói, về mặt nội dung chưa hẳn bộ phim đã làm hài lòng một số khán giả, song về mặt hình ảnh, đây là một trong những bộ phim lịch sử đẹp nhất từ trước đến nay của điện ảnh Việt Nam".
Báo Sài Gòn Tiếp Thị nhận xét: "Những cái được của bộ phim như âm nhạc của Quốc Trung, những cảnh quay đẹp lấy bối cảnh từ Sơn Tây, làng cổ Đường Lâm, phủ Thành Chương, Ninh Bình, Bắc Giang, Huế… dường như đã không cứu được khoảng hai giờ phim dàn trải. Đạo diễn dường như quá tham lam khi vừa muốn kể những câu chuyện lịch sử trong khoảng thời gian biến động trước và sau khởi nghĩa Tây Sơn, vừa muốn khắc họa một chuyện tình lãng mạn và bi thương. Phim cũng có nhiều đoạn đáng nhớ như cảnh bé gái được thầy dạy đàn hát luyện âm trong chum, ngâm tay trong thuốc bắc, những màn hát văn, lên đồng... nhưng đó chỉ là những tình tiết đẹp nhỏ trong một tổng thể mờ nhạt, thiếu cao trào... Nếu ví Long thành cầm giả ca là một bài hát như tựa đề của phim thì đó là một bài hát nhạt, dài và thiếu cao trào. Nếu ví như một bữa tiệc thì dù có đầy đủ gia vị (hình ảnh đẹp, âm nhạc gợi mở, thời điểm lịch sử biến động, tình yêu bi thương) nhưng ăn vẫn không thấy ngon!".

## Giải thưởng
- Diễn viên nữ chính xuất sắc nhất tại Liên hoan phim quốc tế Việt Nam lần thứ 1: Nhật Kim Anh[5]
- Cánh diều vàng 2010 cho phim truyện nhựa[6]
- Cánh diều vàng 2010 cho biên kịch phim truyện nhựa[6]
- Cánh diều vàng 2010 cho họa sĩ phim truyện nhựa[6]
- Bằng khen của Ban giám khảo Liên hoan phim Việt Nam lần thứ 17
- Diễn viên nam chính xuất sắc Liên hoan phim Việt Nam lần thứ 17 : Quách Ngọc Ngoan
- Thiết kế mỹ thuật xuất sắc Liên hoan phim Việt Nam lần thứ 17 : Nguyễn Trung Phan, Nguyễn Mạnh Đức